# Пйотрово (Накельський повіт)
Пйотрово (пол. Piotrowo) — село в Польщі, у гміні Кциня Накельського повіту Куявсько-Поморського воєводства.
Населення — 116 осіб (2011).
У 1975-1998 роках село належало до Бидгощського воєводства.

## Демографія
Демографічна структура станом на 31 березня 2011 року:
|          | Загалом | Допрацездатний вік | Працездатний вік | Постпрацездатний вік |
| -------- | ------- | ------------------ | ---------------- | -------------------- |
| Чоловіки | 58      | 10                 | 40               | 8                    |
| Жінки    | 58      | 11                 | 36               | 11                   |
| Разом    | 116     | 21                 | 76               | 19                   |